# Szymon Olewiński (zm. 1681)
Szymon Olewiński herbu Samson (zm. w 1681 roku) – sędzia ziemski lwowski w latach 1668–1680, sędzia kapturowy ziemi lwowskiej w 1668 roku, sędzia kapturowy ziemi lwowskiej w 1673 roku.
Stanął w 2 konie na pospolitym ruszeniu ziemian lwowskich i powiatu żydaczowskiego 29 sierpnia 1672 roku pod Lublinem.